# Slechtvalk
Slechtvalk – holenderski zespół wykonujący black metal. W muzyce pojawiają się jednak elementy death metalu, viking metalu i muzyki poważnej. Nazwa zespołu pochodzi od holenderskiego określenia sokoła wędrownego.
Zespół zalicza się również do gatunku Unblack metalu bowiem przesłanie tekstów piosenek na pierwszych dwóch albumach było w całości oparte na wierze chrześcijańskiej. Jednym z najdobitniejszych utworów w dyskografii Slechtvalk'a poruszającym się w sferze wiary jest piosenka Cries Of The Haunted z albumu Falconry.

## Muzycy
Obecny skład zespołu
- Mark „Shamgar” Geertsema – gitara, gitara basowa, perkusja, wokal prowadzący (2000–2002), gitara, wokal prowadzący (od 2002)
- Premnath – gitara basowa (2002–2010), instrumenty klawiszowe (od 2010)
- Jesse „Ohtar” Middelwijk – gitara basowa, wokal wspierający (2002–2011), wokal prowadzący (od 2011)
- Jan-Paul „Grimbold” Lucas – perkusja (od 2002)
- Jos „Seraph” Lucas – gitara (od 2010)
- Dagor – gitara basowa (od 2011)

Byli członkowie zespołu
- Fionnghuala – wokal prowadzący (2001–2006)
- Nath – gitara basowa (2001–2007)
- Sorgier – instrumenty klawiszowe (2001–2003)
- Hydrith – instrumenty klawiszowe (2003–2007)

## Dyskografia
- Falconry (2000)
- The War That Plagues the Lands (2002)
- At the Dawn of War (2005)
- A Forlorn Throne (2010)
- Where Wandering Shadows and Mists Collide (2016)